# Ataques de piratas en La Serena
Varios son los ataques de piratas y corsarios que han marcado la historia de La Serena, la segunda ciudad más antigua del Reino de Chile. A continuación se detallan todos los combates, los cuales han dejado posteriormente en estas costas un manto de leyendas que se han extendido hasta el día de hoy.

## Cronología
| Fecha                    | Descripción |
| ------------------------ | --- |
| 19 de diciembre de 1578  | El corsario Francis Drake llegó a La Herradura e intentó atacar la ciudad, pero no logró desembarcar ya que fue rechazado por 300 hombres de caballería y doscientos de infantería venidos desde La Serena. Los corsarios logran escapar excepto un rezagado llamado Richard Minivy el cual es masacrado en la playa. |
| 13 de diciembre de 1680  | Ataque de Bartolomé Sharp. Se esperaba el ataque de este pirata en los grandes puertos del país (Valparaíso y el puerto de Concepción) para lo cual se movilizaron tropas y armas hacia esos lugares. Sharp encontró a la ciudad de La Serena indefensa, sin armas ni pólvora, de modo que sus 140 hombres lograron tomarla fácilmente y saquearla.                                                                         |
| 29 de mayo de 1686       | Un piquete de doce hombres al mando de Pedro Cortés y Mendoza venció a un grupo de veinte piratas de William Knight que desembarcó en Tongoy. Los piratas abandonaron sus pertrechos que habían logrado reunir, tres de ellos cayeron en el combate y se logró tomar un prisionero que luego fue enviado a Lima. |
| 15 de septiembre de 1686 | El bucanero inglés Edward Davis, secundado por 200 hombres, intentó tomar la ciudad de La Serena; al no poder lograr su objetivo se atrincheró en la iglesia de Santo Domingo. Los invasores fueron enfrentados por soldados y milicianos durante más de 30 horas, hasta ser expulsados en la madrugada del día siguiente. Este ataque tiene un saldo de diez tripulantes muertos y un prisionero que muere al poco tiempo. |
| 12 de mayo de 1721       | El buque francés San Luis ancló en el puerto, pero la invasión de los corsarios fue evitada mediante fuego de artillería y fusilería durante todo el día. Posteriormente los franceses son capturados en la bahía por especuladores españoles venidos desde Perú. |